# Effet Gibbs-Donnan

L'effet Gibbs-Donnan (également connu sous le nom d'effet Donnan, loi de Donnan, ou encore équilibre de Gibbs-Donnan) concerne le comportement des particules chargées proches d'une membrane semi-perméable (classiquement protéine chargée et membrane dialysante ) qui parfois ne sont pas distribuées également de chaque côté de la membrane. La cause principale est la présence de différentes substances chargées qui ne peuvent pas traverser la membrane (protéines ou ions non diffusibles), ce qui crée une charge électrique inégale. La différence de charge est compensée à l'équilibre de diffusion, le flux électrique et le flux diffusif se compensent. L'effet Gibbs-Donnan peut empêcher les pompes sodium-potassium des cellules malades de fonctionner correctement.
L'effet porte le nom des physiciens Josiah Willard Gibbs et Frederick George Donnan.